# Камерун на Светском првенству у атлетици на отвореном 2019.
Камерун је учествовао на 17. Светском првенству у атлетици на отвореном 2019. одржаном у Дохи од 27. септембра до 6. октобра, седамнаести пут, односно учествовао је на свим првенствима одржаним до данас. Репрезентацију Камеруна представљао је 1 такмичар који се такмичио у трци на 200 метара. , 
На овом првенству такмичар Камеруна није освојио ниједну медаљу нити је остварио неки резултат.

## Учесници
Мушкарци:
- Емануел Есеме — 200 м

## Резултати

### Мушкарци
| Атлетичар     | Дисциплина | Лични рекорд | Квалификације | Квалификације | Полуфинале           | Полуфинале           | Финале               | Финале       | Детаљи |
| Атлетичар     | Дисциплина | Лични рекорд | Резултат      | Место         | Резултат             | Место                | Резултат             | Место        | Детаљи |
| ------------- | ---------- | ------------ | ------------- | ------------- | -------------------- | -------------------- | -------------------- | ------------ | ------ |
| Емануел Есеме | 200 м      | 20,31 НР     | 20,87         | 6. у гр. 4    | Није се квалификовао | Није се квалификовао | Није се квалификовао | 41 / 50 (53) |        |